# Maternidad provincial de Toledo
La maternidad provincial es un edificio de la ciudad española de Toledo. Cuenta con el estatus de Bien de Interés Cultural.

## Descripción
El inmueble ocupa una manzana entera en el corazón de la judería mayor. Su origen, como fundación hospitalaria, se remonta al siglo XVI. De lo que fue el edificio, en su concepción primitiva, parece que nada subsistió a la hora de su reconstrucción total, emprendida por el cardenal Lorenzana en 1790. 
Algunos investigadores apuntan a que el autor de la traza hubiera podido ser Ignacio Haan, en atención a la fecha de las obras, el patrono de las mismas y los escasos datos estilísticos.
A juzgar por la planta del edificio hay que distinguir el núcleo original del siglo XVIII, que responde a una organización muy regular (en torno a dos patios, uno principal y otro secundario), de las edificaciones accesorias que más tarde se le agregaron por su costado norte. El exterior es de suma sencillez, y sólo una portada de acceso a la capilla rompe la monotonía sobria del edificio. 
Del interior hay que destacar el sólido patio de dos plantas, con pilares sobre los que cabalgan arcos de medio punto, y una interesante escalera de doble arranque. En 1923 se revistieron los antepechos con azulejería, cuyos paños se centran en figuras de ángeles niños. 
La capilla es de cortas dimensiones y sencilla arquitectura, con apilastrados murales muy tenues y una bóveda de cañón con lunetos y fingidas ventanas termales; cuenta con un pequeño, pero magnífico, retablo de dos cuerpos, de fina arquitectura y soberbio dorado, claramente adscrito al barroquismo del siglo XVIII. 